# Lijst van voetbalinterlands Bolivia - Tsjecho-Slowakije
Deze lijst van voetbalinterlands is een overzicht van alle voetbalwedstrijden tussen de nationale teams van Bolivia en Tsjecho-Slowakije. De landen speelden tot op heden twee keer tegen elkaar, te beginnen met een vriendschappelijke wedstrijd op 25 januari 1981 in La Paz, Bolivia, die eindigde in een 2-1-overwinning voor Bolivia door treffers van Carlos Aragones en Erwin Romero. Beide duels zijn niet erkend door de FIFA en gelden derhalve als officieuze interlands.

## Wedstrijden
| № | Plaats                  | Datum           | Competitie        | Wedstrijd                   | Uitslag |
| - | ----------------------- | --------------- | ----------------- | --------------------------- | ------- |
| 1 | La Paz                  | 25 januari 1981 | Vriendschappelijk | Bolivia – Tsjecho-Slowakije | 2 – 1   |
| 2 | Santa Cruz de la Sierra | 29 januari 1981 | Vriendschappelijk | Bolivia – Tsjecho-Slowakije | 2 – 5   |

## Samenvatting
| Competitie        | Totaal gespeeld | Winst Bolivia | Gelijk | Winst Tsjecho-Slowakije | Doelsaldo Bolivia – Tsjecho-Slowakije |
| ----------------- | --------------- | ------------- | ------ | ----------------------- | ------------------------------------- |
| Vriendschappelijk | 2               | 1             | 0      | 1                       | 4 − 6                                 |
| Totaal            | 2               | 1             | 0      | 1                       | 4 − 6                                 |

Wedstrijden bepaald door strafschoppen worden, in lijn met de FIFA, als een gelijkspel gerekend.

## Details

### Eerste ontmoeting
| Vriendschappelijk (La Paz, Bolivia, 25 januari 1981): |       |                   |
| Bolivia                                               | 2 – 1 | Tsjecho-Slowakije |
| Carlos Aragonés 7' Erwin Romero 19'                   | goals | 39' Petr Janečka  |

### Tweede ontmoeting
| Vriendschappelijk (Santa Cruz de la Sierra, Bolivia, 29 januari 1981): |       | |
| Bolivia                                                                | 2 – 5 | Tsjecho-Slowakije                                                                                  |
| Carlos Aragonés 15' Silvio Rojas 57'                                   | goals | 7' Vaclav Danek 57' Petr Janečka 59' Ladislav Jurkemik 77' (pen.) Ladislav Vizek 88' Zdanek Nehoda |